# شخريار ماميدياروف
شخريار ماميدياروف (مواليد 12 أبريل 1985) (بالأذرية:Şəhriyar Həmid oğlu Məmmədyarov) لاعب شطرنج أذريبجاني. حصل على لقب أستاذ كبير من قبل الاتحاد الدولي للشطرنج في عام 2002.

## مسيرته
يحتل المرتبة الأولى في أذربيجان والمرتبة الثامنة في العالم اعتبارًا من يوليو 2019. تصنيفه الشخصي (2820) جعله سادس أفضل لاعب على الإطلاق في تاريخ الشطرنج.
شارك ماميدياروف في مسابقة الترشح في عام 2011 (تم إقصاؤه في الدور ربع النهائي)، وفي عام 2014 (احتل المركز الرابع)، وفي عام 2018 (احتل المركز الثاني). وهو بطل العالم للناشئين مرتين (2003 و2005)، وكان بطل العالم للشطرنج السريع في عام 2013.
وهو حائز على الميدالية الذهبية في أولمبياد الشطرنج لعام 2012 على اللوحة الثالثة، وهو بطل الفريق الأوروبي ثلاث مرات (2009، 2013، 2017) مع أذربيجان. وهو أيضًا الفائز بمهرجان بيال للشطرنج (Biel Chess Festival) في سويسرا لعام 2018، حيث فاز على بطل العالم النرويجي ماغنوس كارلسن.

## روابط خارجية
- شخريار ماميدياروف على موقع الاتحاد الدولي للشطرنج (الإنجليزية)
- شخريار ماميدياروف على موقع مباريات الشطرنج (الإنجليزية)
- شخريار ماميدياروف على موقع 365Chess.com (الإنجليزية)
- شخريار ماميدياروف على موقع Chesstempo.com (الإنجليزية)
- شخريار ماميدياروف سجل أولمبياد الشطرنج على موقع OlimpBase.org (الإنجليزية)